# Emil Kellenberger
Emil Kellenberger (3 de abril de 1864 - 20 de noviembre de 1943) fue un tirador deportivo suizo, quien compitió en el siglo XX en tiro con rifle. Él participó en los Juegos Olímpicos de París 1900 y ganó tres medallas olímpicas, dos medallas de oro en el rifle militar de 3 posiciones y categorías de equipo; y una medalla de plata en el rifle militar (de rodillas). Sin embargo, su medalla de plata fue vinculado con el tirador danés Anders Peter Nielsen.